# ATP Finals 2022 – Simplu
Finala ATP 2022 la simplu masculin are loc la mijlocul lunii noiembrie 2022. Cei opt jucători cei mai bine clasați în clasamentul ATP Race To Turin au intrat în competiția de simplu a Turneului Campionilor de la Torino. Campionul en-titre este germanul Alexander Zverev,  care a lipsit din circuit după o accidentare la gleznă la Openul Francez din iunie.
Participarea din anul precedent a fost susținută de Novak Djoković, Stefanos Tsitsipas, Casper Ruud, Daniil Medvedev și Andrei Rubliov. Canadianul Félix Auger-Aliassime și  americanul Taylor Fritz își fac debutul la eveniment.
Rafael Nadal și Stefanos Tsitsipas au intrat în turneu cu șanse să devină numărul 1 de la finalul anului, după ce actualul numărul 1, Carlos Alcaraz, s-a retras de la Turneul Campionilor și de la finala Cupei Davis după o ruptură musculară în zona abdominală suferită în sferturile de finală de la Paris Masters. Nadal trebuia să câștige turneul sau să ajungă în finală neînvins în faza grupelor iar Tsitsipas trebuia să câștige turneul din postura de campion neînvins pentru a-și revendica prima poziție. După ce Nadal a pierdut al doilea meci în faza grupelor și Tsitsipas a pierdut primul meci, Alcaraz va termina sezonul în fruntea clasamentului ATP ca cel mai tânăr jucător din toate timpurile și primul adolescent.
Novak Djokovic l-a învins pe Casper Ruud în finală cu 7–5, 6–3 pentru a câștiga titlul de simplu la finala ATP 2022. A fost cel de-al șaselea titlu al său la Turneul Campionilor, egalând recordul lui Roger Federer.

## Capi de serie
1. Rafael Nadal (round robin)
2. Stefanos Tsitsipas (round robin)
3. Casper Ruud (finală)
4. Daniil Medvedev (round robin)
5. Félix Auger-Aliassime (round robin)
6. Andrei Rubliov (semifinale)
7. Novak Djokovic (campion)
8. Taylor Fritz (semifinale)

## Înlocuitori
1. Holger Rune (nu a jucat)
2. Hubert Hurkacz (nu a jucat)

## Tabloul principal

### Finală
|  | Semifinale | Semifinale     | Semifinale | Semifinale     | Semifinale |   |             | Finală | Finală | Finală | Finală | Finală |  |
|  |            |                |            |                |            |   |             |        |        |        |        |        |  |
|  | 3          | Casper Ruud    | 6          | 6              |            |   |             |        |        |        |        |        |  |
|  | 3          | Casper Ruud    | 6          | 6              |            |   |             |        |        |        |        |        |  |
|  | 6          | Andrei Rubliov | 2          | 4              |            |   |             |        |        |        |        |        |  |
|  | 6          | Andrei Rubliov | 2          | 4              |            | 3 | Casper Ruud | 5      | 3      |        |        |        |  |
|  |            |                |            |                |            | 3 | Casper Ruud | 5      | 3      |        |        |        |  |
|  |            |                | 7          | Novak Djokovic | 7          | 6 |             |        |        |        |        |        |  |
|  | 7          | Novak Djokovic | 7          | Novak Djokovic | 7          | 6 | 7           | 78     |        |        |        |        |  |
|  | 7          | Novak Djokovic |            |                |            |   |             |        |        |        |        |        |  |
|  | 8          | Taylor Fritz   | 65         | 6              |            |   |             |        |        |        |        |        |  |

### Grupa Verde
|   |                       | Nadal         | Ruud               | A.-Aliassime            | Fritz                   | RR W–L | Set W–L      | Game W–L       | Ordine |
| 1 | Rafael Nadal          |               | 7–5, 7–5           | 3–6, 4–6                | 6–7(3–7), 1–6           | 1–2    | 2–4 (33.33%) | 28–35 (44.44%) | 4      |
| 3 | Casper Ruud           | 5–7, 5–7      |                    | 7–6(7–4), 6–4           | 6–3, 4–6, 7–6(8–6)      | 2–1    | 4–3 (57.14%) | 40–39 (50.63%) | 1      |
| 5 | Félix Auger-Aliassime | 6–3, 6–4      | 6–7(4–7), 4–6      |                         | 6–7(4–7), 7–6(7–5), 2–6 | 1–2    | 3–4 (42.86%) | 37–39 (48.68%) | 3      |
| 8 | Taylor Fritz          | 7–6(7–3), 6–1 | 3–6, 6–4, 6–7(6–8) | 7–6(7–4), 6–7(5–7), 6–2 |                         | 2–1    | 5–3 (62.5%)  | 47–39 (54.65%) | 2      |

### Grupa Roșie
|   |                    | Tsitsipas                 | Medvedev                  | Rubliov                 | Djokovic                | RR W–L | Set W–L      | Game W–L       | Ordine |
| 2 | Stefanos Tsitsipas |                           | 6–3, 6–7(11–13), 7–6(7–1) | 6–3, 3–6, 2–6           | 4–6, 6–7(4–7)           | 1–2    | 3–5 (37.5%)  | 40–44 (47.62%) | 3      |
| 4 | Daniil Medvedev    | 3–6, 7–6(13–11), 6–7(1–7) |                           | 7–6(9–7), 3–6, 6–7(7–9) | 3–6, 7–6(7–5), 6–7(2–7) | 0–3    | 3–6 (33.33%) | 48–57 (45.71%) | 4      |
| 6 | Andrei Rubliov     | 3–6, 6–3, 6–2             | 6–7(7–9), 6–3, 7–6(9–7)   |                         | 4–6, 1–6                | 2–1    | 4–4 (50%)    | 39–39 (50%)    | 2      |
| 7 | Novak Djokovic     | 6–4, 7–6(7–4)             | 6–3, 6–7(5–7), 7–6(7–2)   | 6–4, 6–1                |                         | 3–0    | 6–1 (85.71%) | 44–31 (58.67%) | 1      |

Ordinea este determinată de: 1. numărul de victorii; 2. numărul de meciuri; 3. în caz de egalitate doi jucători, rezultat head-to-head; 4. în caz de egalitate trei jucători, procentul de seturi câștigate, apoi procentul de jocuri câștigate, apoi rezultat head-to-head; 5. clasament ATP.